# جورج ألين ديفيس
جورج ألين ديفيس (بالإنجليزية: George Allen Davis)‏ هو سياسي أمريكي، ولد في 5 أغسطس 1857، وتوفي في 12 فبراير 1920. نشط حزبياً في الحزب الجمهوري. وقد انتخب عضو مجلس ولاية نيويورك.